# Saikin, imōto no yōsu ga chotto okashiin da ga
Saikin, imōto no yōsu ga chotto okashiin da ga. (最近、妹のようすがちょっとおかしいんだが。? lett. "Di recente, la mia sorellina si sta comportando in un modo un po' strano, ma."), altresì noto come ImoCho (妹ちょ?), è un manga di Mari Matsuzawa che è stato serializzato sulla rivista Monthly Dragon Age della Fujimi Shobō dal 9 novembre 2010 al 9 maggio 2016. Un adattamento anime, da parte di Project No.9, è stato trasmesso in Giappone tra il 4 gennaio e il 22 marzo 2014. Una light novel, adattata dal manga e scritta da Kougetsu Mikazuki con le illustrazioni di Mari Matsuzawa, è stata pubblicata dalla Fujimi Shobo sotto l'etichetta della Fujimi Fantasia Bunko il 18 gennaio 2014. Un film live action, ispirato alla serie, ha debuttato nei cinema giapponesi il 17 maggio 2013.

## Trama
Mitsuki, che frequenta una scuola superiore femminile, quando la madre divorziata si risposa con un amico d'infanzia, si ritrova ad aver un fratellastro più grande di un anno. Poco tempo dopo il patrigno è costretto a trasferirsi all'estero e la nuova moglie lo segue, lasciando così Mitsuki a vivere da sola con Yuya. Sentendosi in parte come fosse stata abbandonata dalla madre, la ragazza cerca di mantenere le distanze col fratello acquisito, rifiutandosi persino di tenere una semplice conversazione con lui.
Un giorno Mitsuki riceve la visita di una fantasma il quale, impossessatosi del corpo della giovane adolescente, comincia subito dopo a fare spinte avances sessuali a Yuya; lo spirito è quello di una ragazza defunta di nome Hiyori che vaga ancora per il mondo non riuscendo a raggiungere le porte del cielo. Al fine di ottenere la pace eterna e così poter andare in paradiso Hiyori mette una cintura di castità a Mitsuki.
Questo strano oggetto ha la facoltà di riempirsi d'energia ogni qual volta la ragazza provi dei forti sentimenti amorosi nei confronti di Yuya, sia che si tratti semplicemente di andare ad un appuntamento con lui, sia che si metta a baciarlo o che cerchi d'aver un rapporto sessuale. Tutte le volte che la cintura si riempie completamente di energia Hiyori guadagna una posizione che la fa così avvicinar al ponte che collega la terra col cielo.
Alla fine, volendo liberarsi il prima possibile del fastidioso fantasma di Hiyori, a Mitsuki non rimane altro da fare che tentar con tutte le proprie forze di sedurre, con mosse sempre più audaci, il fratello acquisito.